# Pilisszántó
Pilisszántó är en ort i Ungern.   Den ligger i provinsen Pest, i den nordvästra delen av landet, 22 km nordväst om huvudstaden Budapest. Pilisszántó ligger 223 meter över havet och antalet invånare är 2 245.
Terrängen runt Pilisszántó är lite kuperad. Runt Pilisszántó är det ganska tätbefolkat, med 166 invånare per kvadratkilometer. Närmaste större samhälle är Budapest III. kerület, 18,4 km sydost om Pilisszántó. I omgivningarna runt Pilisszántó växer i huvudsak lövfällande lövskog.